# Cladosporium metaplexis
Cladosporium metaplexis är en svampart som beskrevs av Z.Y. Zhang & Xue Y. Wang 2000. Cladosporium metaplexis ingår i släktet Cladosporium och familjen Davidiellaceae.   Inga underarter finns listade i Catalogue of Life.